# Microcosmus
Microcosmus är ett släkte av sjöpungar som beskrevs av Heller 1877. Microcosmus ingår i familjen lädermantlade sjöpungar.

## Dottertaxa tillMicrocosmus, i alfabetisk ordning[1][2]
- Microcosmus anomalocarpus
- Microcosmus arenaceus
- Microcosmus australis
- Microcosmus bitunicatus
- Microcosmus claudicans
- Microcosmus curvus
- Microcosmus exasperatus
- Microcosmus formosa
- Microcosmus glacialis
- Microcosmus helleri
- Microcosmus hernius
- Microcosmus longicloa
- Microcosmus madagascariensis
- Microcosmus miniaceus
- Microcosmus multiplicatus
- Microcosmus nudistigma
- Microcosmus oligophyllus
- Microcosmus pacificus
- Microcosmus planus
- Microcosmus polymorphus
- Microcosmus propinquus
- Microcosmus psammiferus
- Microcosmus pupa
- Microcosmus sabatieri
- Microcosmus santoensis
- Microcosmus savignyi
- Microcosmus squamiger
- Microcosmus stoloniferus
- Microcosmus tuberculatus
- Microcosmus vesiculosus
- Microcosmus vulgaris